# International Journal of Cardiology
International Journal of Cardiology (ook IJC) is een internationaal peer-reviewed wetenschappelijk tijdschrift op het gebied van de cardiologie.
De naam wordt in literatuurverwijzingen meestal afgekort tot Int. J. Cardiol.
Het wordt uitgegeven door Elsevier.
In 2017 bedroeg de impactfactor van het tijdschrift 6,189.